# Piragüisme als Jocs Olímpics d'estiu de 2016
El piragüisme als Jocs Olímpics d'Estiu de 2016 celebrats a Rio de Janeiro (Brasil), es va dividir en dues categories principals: l'eslàlom, disputat entre el 7 i l'11 d'agost, i l'esprint, disputat entre el 15 i el 20 d'agost. La competició d'eslàlom va tenir lloc a l'Estadi Olímpic de Deodoro, mentre que la d'esprint tindrà lloc a la Lagoa Rodrigo de Freitas de Copacabana. La localització de les proves de piragüisme va ser font de preocupació per part dels atletes, ja que la Fundació Oswaldo Cruz, depenent del govern federal, hi havia trobat gens d'un bacteri superresistent a l'aigua.
Al voltant de 330 atletes participaran en 16 competicions.

## Classificació
Per aquesta edició dels Jocs Olímpics es va crear un nou sistema de classificació. Les quotes per cada una de les competicions va ser delimitada per la Federació Internacional de Piragüisme l'agost de 2014.

## Calendari de competició
| C | Classificatòries | ½ | Semifinals | F | Final |

| Esdev.↓/Data → | Dg 7 | Dl 8 | Dm 9 | Dm 9 | Dc 10 | Dc 10 | Dj 11 | Dj 11 |
| -------------- | ---- | ---- | ---- | ---- | ----- | ----- | ----- | ----- |
| C-1 masculí    | C    |      | ½    | F    |       |       |       |       |
| C-2 masculí    |      | C    |      |      |       |       | ½     | F     |
| K-1 masculí    | C    |      |      |      | ½     | F     |       |       |
| K-1 femení     |      | C    |      |      |       |       | ½     | F     |

| Esdev.↓/Data →        | Dl 15 | Dl 15 | Dm 16 | Dc 17 | Dc 17 | Dj 18 | Dv 19 | Dv 19 | Ds 20 |
| --------------------- | ----- | ----- | ----- | ----- | ----- | ----- | ----- | ----- | ----- |
| C-1 200 m masculí     |       |       |       | C     | ½     | F     |       |       |       |
| C-1 1000 m masculí    | C     | ½     | F     |       |       |       |       |       |       |
| C-2 1000 m masculí    |       |       |       |       |       |       | C     | ½     | F     |
| K-1 200 m masculí     |       |       |       |       |       |       | C     | ½     | F     |
| K-1 1000 m masculí    | C     | ½     | F     |       |       |       |       |       |       |
| K-2 200 m masculí     |       |       |       | C     | ½     | F     |       |       |       |
| K-2 1000 m masculí    |       |       |       | C     | ½     | F     |       |       |       |
| K-4 1000 m masculí    |       |       |       |       |       |       | C     | ½     | F     |
| K-1 200 m femení      | C     | ½     | F     |       |       |       |       |       |       |
| K-1 500 metres femení |       |       |       | C     | ½     | F     |       |       |       |
| K-2 500 metres femení | C     | ½     | F     |       |       |       |       |       |       |
| K-4 500 m femení      |       |       |       |       |       |       | C     | ½     | F     |

## Participants
- GER (16)
- ARG (10)
- AUS (18)
- AUT (2)
- AZE (4)
- BLR (12)
- BEL (1)
- BRA (10)
- BUL (2)
- CAN (9)
- CHN (10)
- COK (2)
- CUB (6)
- CZE (12)
- DEN (5)
- ECU (1)
- EGY (2)
- FRA (15)
- GEO (1)
- GBR (11)
- HUN (18)
- ITA (4)
- JPN (5)
- KAZ (13)
- LAT (2)
- LIB (1)
- LTU (6)
- MDA (1)
- MAR (1)
- MEX (1)
- MOZ (2)
- NZL (9)
- NGR (1)
- Palau (1)
- POL (15)
- POR (7)
- ROU (8)
- RUS (19)
- SAM (1)
- STP (1)
- SEN (3)
- SRB (10)
- SVK (12)
- SLO (6)
- RSA (1)
- KOR (2)
- ESP (11)
- SWE (5)
- TUN (3)
- TUR (1)
- UKR (9)
- USA (6)
- UZB (4)

## Resum de medalles

### Aigües tranquil·les

#### Categoria masculina
| Prova               | Or                                                                | Plata                                                         | Bronze                                                         |
| C-1 200 m Detalls   | Yuriy Cheban (UKR)                                                | Valentin Demyanenko (AZE)                                     | Isaquias Queiroz (BRA)                                         |
| C-1 1.000 m Detalls | Sebastian Brendel (GER)                                           | Isaquias Queiroz (BRA)                                        | Ilia Shtokalov (RUS)                                           |
| C-2 1.000 m Detalls | AlemanyaSebastian Brendel · Jan Vandrey                           | BrasilErlon Silva · Isaquias Queiroz                          | UcraïnaDmytro Ianchuk · Taras Mishchuk                         |
| K-1 200 m Detalls   | Liam Heath (GBR)                                                  | Maxime Beaumont (FRA)                                         | Saúl Craviotto (ESP) Ronald Rauhe (GER)                        |
| K-1 1.000 m Detalls | Marcus Walz (ESP)                                                 | Josef Dostál (CZE)                                            | Roman Anoshkin (RUS)                                           |
| K-2 200 m Detalls   | EspanyaSaúl Craviotto · Cristian Toro                             | Regne UnitLiam Heath · Jon Schofield                          | LituàniaAurimas Lankas · Edvinas Ramanauskas                   |
| K-2 1.000 m Detalls | AlemanyaMax Rendschmidt · Marcus Gross                            | SèrbiaMarko Tomićević · Milenko Zorić                         | AustràliaKen Wallace · Lachlan Tame                            |
| K-4 1.000 m Detalls | AlemanyaMax Rendschmidt · Tom Liebscher · Max Hoff · Marcus Gross | EslovàquiaDenis Myšák · Erik Vlček · Juraj Tarr · Tibor Linka | TxèquiaDaniel Havel · Lukáš Trefil · Josef Dostál · Jan Štěrba |

#### Categoria femenina
| Prova             | Or                                                                        | Plata                                                                        | Bronze                                                                              |
| K-1 200 m Detalls | Lisa Carrington (NZL)                                                     | Marta Walczykiewicz (POL)                                                    | Inna Osypenko-Radomska (AZE)                                                        |
| K-1 500 m Detalls | Danuta Kozák (HUN)                                                        | Emma Jørgensen (DEN)                                                         | Lisa Carrington (NZL)                                                               |
| K-2 500 m Detalls | HongriaGabriella Szabó · Danuta Kozák                                     | AlemanyaFranziska Weber · Tina Dietze                                        | PolòniaKarolina Naja · Beata Mikołajczyk                                            |
| K-4 500 m Detalls | HongriaGabriella Szabó · Danuta Kozák · Tamara Csipes · Krisztina Fazekas | AlemanyaSabrina Hering · Franziska Weber · Steffi Kriegerstein · Tina Dietze | BelarúsMarharyta Makhneva · Nadzeya Liapeshka · Volha Khudzenka · Maryna Litvinchuk |

### Eslàlom

#### Categoria masculina
| Prova       | Or                                         | Plata                                       | Bronze                                 |
| C-1 Detalls | Denis Gargaud Chanut (FRA)                 | Matej Beňuš (SVK)                           | Takuya Haneda (JPN)                    |
| C-2 Detalls | EslovàquiaLadislav Škantár · Peter Škantár | Regne UnitDavid Florence · Richard Hounslow | FrançaGauthier Klauss · Matthieu Péché |
| K-1 Detalls | Joseph Clarke (GBR)                        | Peter Kauzer (SLO)                          | Jiří Prskavec (CZE)                    |

#### Categoria femenina
| Prova       | Or                      | Plata             | Bronze            |
| K-1 Detalls | Maialen Chourraut (ESP) | Luuka Jones (NZL) | Jessica Fox (AUS) |

## Medaller
| Posició | País         | Or | Plata | Bronze | Total |
| 1       | Alemanya     | 4  | 2     | 1      | 7     |
| 2       | Espanya      | 3  | 0     | 1      | 4     |
| 3       | Hongria      | 3  | 0     | 0      | 3     |
| 4       | Regne Unit   | 2  | 2     | 0      | 4     |
| 5       | França       | 1  | 1     | 1      | 3     |
| 6       | Nova Zelanda | 1  | 1     | 1      | 3     |
| 7       | Eslovàquia   | 1  | 2     | 0      | 3     |
| 8       | Ucraïna      | 1  | 0     | 1      | 2     |
| 9       | Brasil       | 0  | 2     | 1      | 3     |
| 10      | Azerbaidjan  | 0  | 1     | 1      | 2     |
| 10      | Polònia      | 0  | 1     | 2      | 3     |
| 10      | Txèquia      | 0  | 1     | 1      | 2     |
| 13      | Dinamarca    | 0  | 1     | 0      | 1     |
| 13      | Eslovènia    | 0  | 1     | 0      | 1     |
| 13      | Sèrbia       | 0  | 1     | 0      | 1     |
| 16      | Austràlia    | 0  | 0     | 2      | 2     |
| 16      | Rússia       | 0  | 0     | 2      | 2     |
| 18      | Belarús      | 0  | 0     | 1      | 1     |
| 18      | Japó         | 0  | 0     | 1      | 1     |
| 18      | Lituània     | 0  | 0     | 1      | 1     |
| Total   | Total        | 15 | 15    | 16     | 46    |